# Vöröshasú pitta
A vöröshasú pitta (Erythropitta erythrogaster) a madarak osztályának verébalakúak (Passeriformes) rendjébe és a pittafélék (Pittidae) családjába tartozó faj.

## Rendszerezése
A fajt Coenraad Jacob Temminck holland ornitológus írta le 1823-ban, a Pitta nembe Pitta erythrogaster néven. Egyes szervezetek jelenleg is ide sorolják.

## Előfordulása
A Fülöp-szigetek területén honos. Természetes élőhelyei a szubtrópusi és trópusi síkvidéki és hegyi esőerdők, cserjések, folyók és patakok környékén valamint ültetvények és másodlagos erdők. Állandó nem vonuló faj.

## Megjelenése
Testhossza 16–18 centiméter, testtömege 46–70,4 gramm.

## Életmódja
Általában a talajon vagy bokrok között található, ahol táplálékát keresi. Gerinctelenekkel, csigákkal és gyümölcsökkel táplálkozik. Leginkább csigákat fogyaszt, melyeket a csőrébe fog és a kövekhez ütögetve feltöri a házukat. A költési időszakon kívül magányosan él.

## Szaporodása
A talajra, aljnövényzet közé rejti gömb alakú fészkét. A fészek bejárata oldalról nyílik. fészkét belülről finom rostokkal béleli. A tojó 2–4 tojást rak, amelyeket a párjával felváltva költ ki 17 nap alatt. A szülők közösen etetik a fiókákat, melyek két hét múlva hagyják el a fészket.

## Természetvédelmi helyzete
Az elterjedési területe rendkívül nagy, egyedszáma viszont csökken, de még nem éri el a kritikus szintet. A Természetvédelmi Világszövetség Vörös listáján nem fenyegetett fajként szerepel.